# Terry Duerod
Terry Duerod (Royal Oak, 29 de julho de 1956 – Westland, 13 de novembro de 2020) foi um jogador de basquete norte-americano que foi campeão da Temporada da NBA de 1980-81 jogando pelo Boston Celtics.
Morreu em 13 de novembro de 2020 em Westland, Michigan, após sofrer de leucemia. Tinha apenas 64 anos.